# Сона дома
Сона дома је врста структурна дома формирана када дебео слој минерала евапорита (углавном соли или халит) пронађен на дубини вертикално формира интрузију у околне стене формирајући диапир.
Ово је важно у нафтној геологији јер соли структуре су непропустљиве И могу да доведе до формирања стратиграфске клопке.

## Формација
Формација соне доме почиње таложењем соли у ограниченом морског басена. Ограничени проток морске воде обогаћена солом у басену омогућује испаравање да се догоди; што доводи до таложења соли.

## Појаве
Главне појаве сона дома се налазе дуж залива обали у САД у Тексасу и Луизијани . Један од примера острва образованог соном домом је Авери острво у Луизијани. Тренутно, она се више није окружена морем, али бајоуом (споротекућа, блатњава река) са свих страна због садашњег нивоа океана.

## Комерцијалну употребу
Соне стене које се налазе у сланим куполама је углавном непропустљиве. Кад со креће ка површини, она може да пробија и / или савија слојеве постојећег камена. Овим појавима може довести до формирања лежишта нафте и/или гаса.
Остале употребе укључују складиштење нафте, природног гаса, водоника, или чак и опасним отпадом у великим пећинама соли насталих после рударства, као и ископавању саме куполе за употребу у свему, од соли до зрнастих материјала који се користи како би се спречило залеђивање путеве од преко.